# Chaetophthalmus inconstans
Chaetophthalmus inconstans là một loài ruồi trong họ Tachinidae.